# 제353민사사령부
제353민사사령부(353d Civil Affairs Command)는 미국 육군 민사심리작전사령부의 민사 작전 지휘부 중 하나로서, 뉴욕주의 포트 와즈워스에 본부를 두고 있다. 현재 미국 아프리카 사령부와 미국 유럽 사령부에 대한 민사업무를 맡고 있다.

## 역사
1952년 7월 14일에 뉴욕주 뉴욕시에서 알파지역 제353군정본부로 창설되었다.
1966년 1월 31일, 뉴욕주 브롱크스에서 제353민사지역대로 창설되었다.
1970년 3월 24일부터 26일까지 2일이란 짧은 시간동안 정규군 부대로 배정되었다.
1975년 6월 1일, 제353민사사령부로 재편성되었다.

## 부대

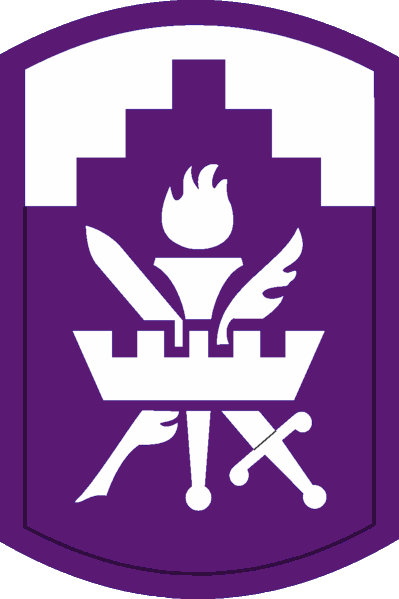
어깨소매표장
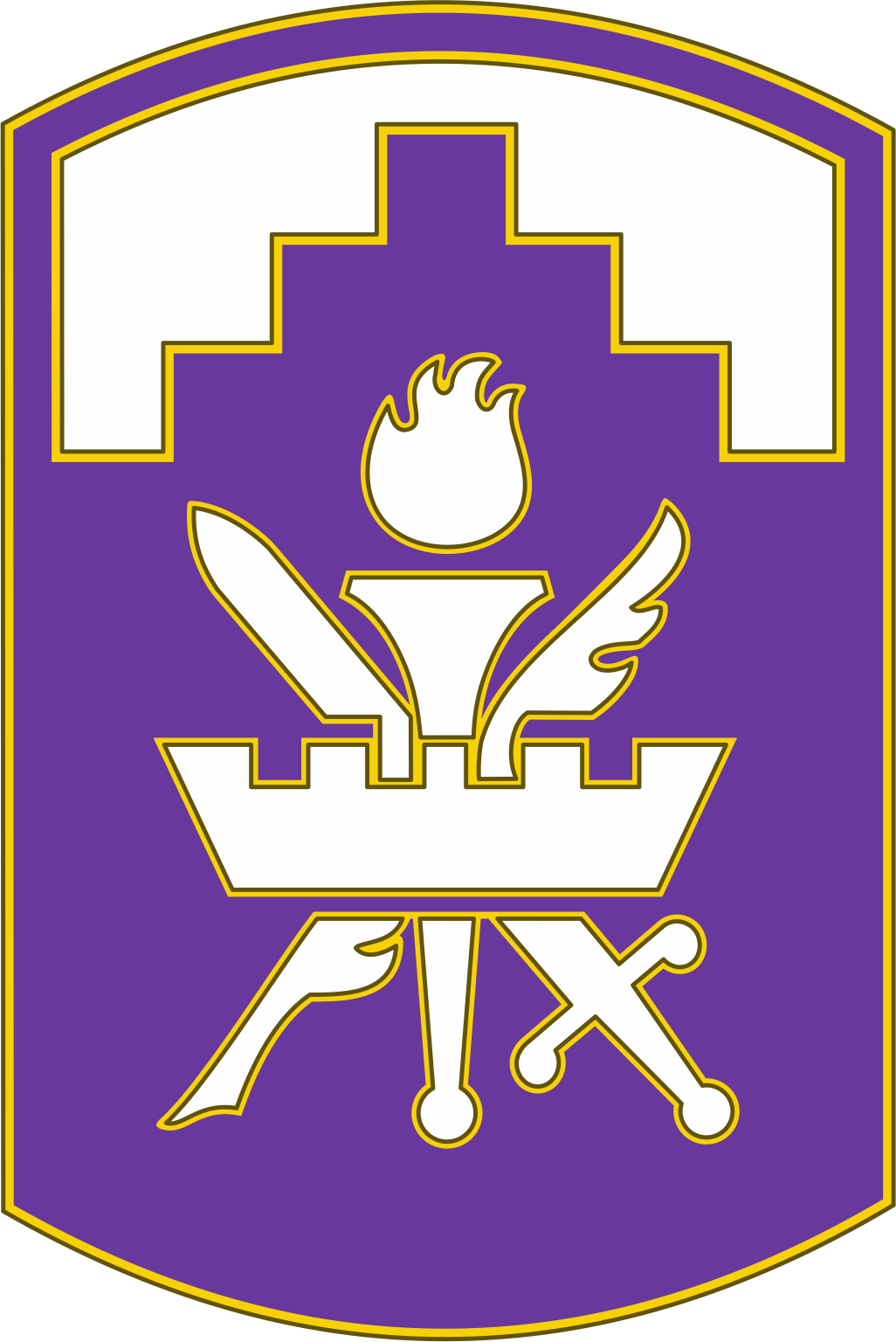
전투근무식별배지
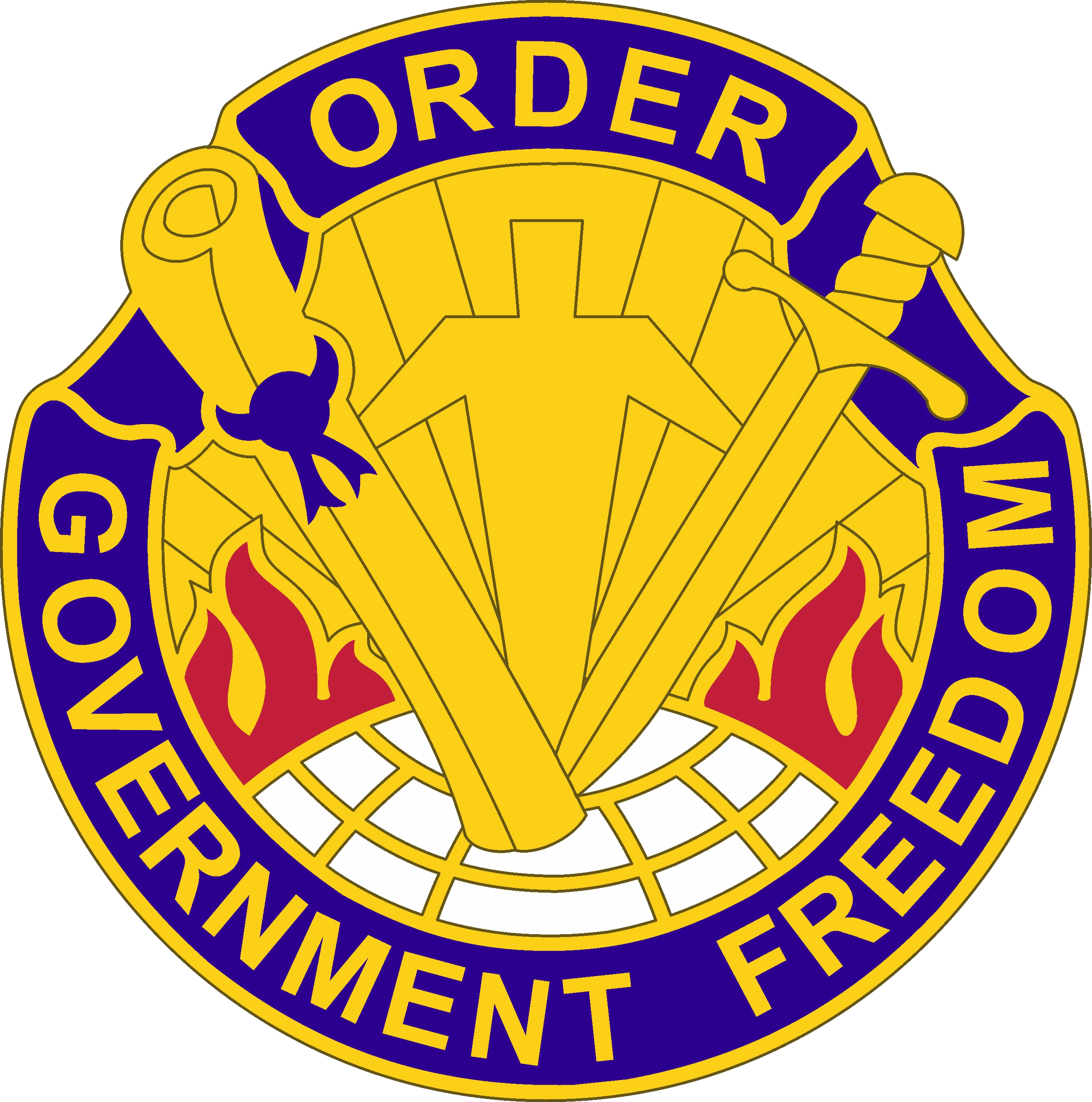
고유부대표장
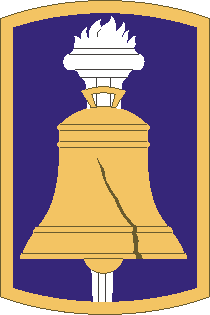
제304민사여단의 어깨소매표장
제308민사여단의 어깨소매표장

- 제304민사여단 - 펜실베이니아주 브리스톨
- 제308민사여단 - 일리노이주 홈우드

## 계보
- 1966년 1월 31일, Headquarters and Headquarters Company, 353d Civil Affairs Area
육군 예비군에 배정됨.
→제353민사지역대, 본부 및 본부중대
- 1970년 3월 24일, 현역대로 전환됨.
- 1970년 3월 26일, 예비대로 되돌려짐.
- 1975년 6월 1일, Headquarters and Headquarters Company, 353d Civil Affairs Command
→제353민사사령부, 본부 및 본부중대

## 참고
- “Headquarters and Headquarters Company, 353d Civil Affairs Command” (영어). 1996년 8월 21일. 2021년 2월 18일에 확인함.